# إيثان هورتون
إيثان هورتون (بالإنجليزية: Ethan Horton)‏ هو لاعب كرة قدم أمريكية أمريكي، ولد في 19 ديسمبر 1962 في كانابوليس في الولايات المتحدة.

## وصلات خارجية
- إيثان هورتون على موقع مرجع كرة القدم المحترفة.كوم (الإنجليزية)
- إيثان هورتون على موقع IMDb (الإنجليزية)